# Juncus obliquus
Juncus obliquus là một loài thực vật có hoa trong họ Juncaceae. Loài này được Adamson mô tả khoa học đầu tiên năm 1937.